# NGC 3023
NGC 3023 je galaksija u zviježđu Sekstantu.

## Vanjske poveznice
- SEDS: NGC 3023